# Миклош Херцег
Миклош Херцег (мађ. Herczeg Miklós; Заласентгрот, 26. март 1974) био је мађарски фудбалер, репрезентативац, играо је на позицији нападача. После напуштања активног бављења фудбалом ради као фудбалски тренер. Као члан олимпијске репрезентације Мађарске наступао је на Олимпиксјим играма 1996. одржаним у Атланти, САД 

## Каријера

### Клуб
Као јуниор клуба ЕТО из Ђера, уврштен је у први тим 1991. године. Године 1995. био је позајмљен ФК Шопрон, након чега је прешао у Ујпешт. Са Ујпештом је у сезони 1997/1998 освојио државно првенство. Вратио се у Ђер ЕТО у сезони 1999/2000, да би поново потписао за Ујпешт и са њима освојио Куп Мађарске 2002. године. После Тулиовог доласка у клуб и премештања на резервну позицију, Херцег је напустио клуб и вратио се у ђерски ЕТО. Због нестабилности, напустио је клуб почетком 2004. и потписао за ДАЦ Дунајска Стреда. Након сезоне, вратио се у Мађарску и играо за Хонвед, Ломбард Папу и ДАЦ 1912 ФК. Од 2008. наступа за аматерске клубове.

### Репрезентација
За репрезентацију Мађарске је дебитовао18. маја 1994. у пријатељској утакмици против Хрватске која је завршена ремијем 2 : 2 

### Тренер
У 2019. био је кратко тренер ђерском ЕТОу. Тим који је тренирао победио је у шест од девет мечева.

## Достигнућа

### Клуб
- НБ I шампион:
  - шампион: 1997/98
  - другопласирани: 1996/97
- Куп Мађарске: 
  - победник: 2001/02
  - финалиста: 1997/98